# František Škroup
František Škroup (Wositz, Txèquia, 3 de juny de 1801 - Rotterdam, Països Baixos, 7 de febrer de 1882) fou un compositor txec. Era germà del també compositor Jan Nepomuk Škroup.
Cursà la carrera de dret en la Universitat de Praga i a la vegada estudià música, sent nomenat el 1827 segon director d'orquestra del teatre de la capital de Bohèmia, del que ocupà les funcions de primer director de 1837 a 1857, i passà després a Rotterdam.
Va escriure la música de la primera òpera representada en idioma txec, Dráteník (1826), i com que aquesta temptativa donà bon resultat, en va compondre diverses més; però és més reconegut pel seu cant Kde domov můj (On és la meva pàtria?), que es convertí en l'himne del poble txec. També va compondre lieder, misses, quartets, etc., i donà conèixer a Praga El vaixell fantasma, Tannhauser i Lohengrin de Wagner.